# Boldklubben Olympia
Boldklubben Olympia 1921 (eller BK Olympia, Olympia 1921) er en dansk fodboldklub hjemmehørende på Amager, København, der blev stiftet i 1921. Klubbens seniorhold er alle placeret i lokalserierne under Københavns Boldspil-Union, hvoraf førsteholdet spiller i Serie 4. Førsteholdet afvikler deres hjemmebanekampe i Sundby Idrætspark, mens siden 2019 igen foregår på Sundby Idrætspark. Resten af holdene spiller delvist i Sundby Idrætspark samt Kløvermarken.
Klubben tilbyder seniorfodbold for alle, men har lige nu kun herrefodbold i klubben. Alle er velkomne i klubben, hvor specielt sociale aktiviteter prioriteres og gode bånd knyttes på tværs af holdkammerater. 
Klubben har ikke lang historie med ungdomsfodbold, hvorfor mange medlemmer kommer fra enten naboklubberne eller er tilflyttere til København. 
Klubben vil gerne være kendt som en traditionel fodboldklub, hvor traditioner overholdes og 3. halvleg er der, hvor kampene for alvor bliver vundet. 

## Klubbens historie
Fodboldklubben skal ikke forveksles med en tidligere klub af samme navn, der blev stiftet i 1887 og opløst i 1909.
Fodboldklubben blev grundlagt efter en række drenge fra området omkring Sverrigsgade, der spillede kampe mod andre gadehold på de nu tidligere boldbaner i det østlige Amager Fælled, valgte at stifte en klub ved navn Ydun. Da det viste sig at en håndboldklub på Frederiksberg allerede eksisterede med dette navn, valgte man at omdøbe klubben til Boldklubben Olympia. Under navngivningen overvejede man blandt andet om man skulle kalde klubben for Arsenal.
Boldklubben Olympias første klubhus lå på Røde Mellemvej og var et levn, formentlig en tyskerbarak, fra 2. verdenskrig. Klubhuset blev dog senere flyttet til dets nuværende beliggenhed på Englandsvej 202 og efterfølgende udvidet gennem frivillig hjælp af klubbens medlemmer uden støtte fra offentlige instanser – både med hensyn til arbejdskraft og økonomisk hjælp.
I forbindelse med klubbens 75 år jubilæum i 1996 blev der afviklet to kampe i forlængelse af hinanden på opvisningsbanen i Sundby Idrætspark, herunder en jubilæumskamp mellem klubbens førstehold og F.C. Københavns reservehold.
Til og med år 2000 afvikledes klubbens træning og hjemmebanekampe i Sundby Idrætspark. Alle klubbens hold har dog sidenhen fået længere til deres kampe og træning, da man var tvunget til at flytte til Kløvermarkens Idrætsanlæg. Klubbens førstehold havde som de eneste fået tilladelse til at afvikle deres kampe på kunstgræsbanen i Sundby Idrætspark. Dette blev som tidligere nævnt ændret igen i år 2019. 
Fra 2004 til 2006 rykkede Olympia op gennem rækkerne. Det skete med førstepladser i først Serie 3 (2004) og dernæst i Serie 2 (2005). Holdet var endda tæt på at ryge videre op i Københavnerserien i 2006, men måtte nøjes med 3. pladsen. Sidenhen er holdet faldet tilbage i rækkerne.
Klubben har i dag tre seniorhold; et førstehold i Serie 4, samt andethold i Serie 4. Derudover er der et Veteranhold og to syvmandshold.

## Klubbens formænd
- 2004-2008 : Jesper Ottesen
- 2009-2010 : Jakob Hansen
- 2010-2015 : Henning Bloch
- 2015-2016 : Jakob Hansen
- 2016- : Henning Bloch

## Klubbens trænere
- 2004-2006 : Allan Morell
- 2009-2010 : Allan Morell
- 2010-2011 : Kenneth Postvang
- 2011 : Michael Stryhn
- 2012-2015 : Ralf Nielsen
- 2015 (efterår) : Rasmus Jørgensen
- 2016 (forår) : Allan Morell
- 2016 (efterår) : Thomas Nabra
- 2017 : Allan Morell
- 2018 : Bo Thomsen
- 2019 - 2020 : Emil Rasmussen & Sebastian Borup
- 2021: Emil Rasmussen

## Klubbens resultater

### DBUs Landspokalturnering
I forlængelse af deres indrangering i Danmarksturneringen, spiller klubben typisk kvalifikationsrunder i lokalunionen for at kvalificere sig til selve turneringen. Resultaterne af kvalifikationskampene er udeladt, mens nedenstående er de sportslige resultater for klubben i selve DBUs Landspokalturnering igennem årene:
- 1958/59:
  - 1. runde: Boldklubben Olympia mod Sundby Boldklub 0-5
- 2013/14
  - 1. runde: Bk. Olympia 1921 mod HIK 0-6

### Bedrifter i Danmarksturneringen
De sportslige resultater for klubbens førstehold i Danmarksturneringen igennem årene:
| N. | Række                              | Nr.       | Statistik        | Topscorer                              | Bem.                          |
| 9 | KBU Serie 3, Pulje 7 21/22 (2022)  | i/t       | i/t              | i/t                                    |                               |
| 10 | KBU Serie 4, Pulje 12 20/21 (2021) | 3. plads  | 24-16-4-4 58-22  | Robert van Leeuwen, 6 mål              | Oprykning                     |
| 10 | KBU Serie 4, Pulje 12 19/20 (2020) | 7. plads  | 18-9-2-7 38-29   | Thorbjørn Nyfjeld, 9 mål               | Med slutspil grundet COVID-19 |
| 9 | KBU Serie 3, Pulje 7 18/19 (2019)  | 13. plads | 26-5-6-15 46-68  | Robert van Leeuwen, 12 mål             | Nedrykning                    |
| 9 | KBU Serie 3, Pulje 7 17/18 (2018)  | 7. plads  | 26-11-5-10 58-51 | Mohamad Hamad & Mathias Morell, 11 mål |                               |
| 9 | KBU Serie 3, Pulje 7 16/17 (2017)  | 10. plads | 28-9-2-17 47-78  | Flere spillere, 7 mål                  |                               |
| 9 | KBU Serie 3, Pulje 7 15/16 (2016)  | 12. plads | 24-5-3-16 37-78  | Flere spillere, 3 mål                  |                               |
| 8 | KBU Serie 2, Pulje 4 14/15 (2015)  | 14. plads | 26-4-5-17 37-63  | i/t                                    | Nedrykning                    |
| 8 | KBU Serie 2, Pulje 4 13/14 (2014)  | 13. plads | 26-6-8-12 44-68  | i/t                                    |                               |
| 8 | KBU Serie 2, Pulje 4 12/13 (2013)  | 8. plads  | 26-14-1-11 73-58 | i/t                                    |                               |
| 8 | KBU Serie 2, Pulje 4 11/12 (2012)  | 13. plads | 26-6-3-17 39-64  | i/t                                    |                               |
| 8 | KBU Serie 2, Pulje 4 10/11 (2011)  | 10. plads | 26-7-7-12 44-62  | i/t                                    |                               |
| 8 | KBU Serie 2, Pulje 4 09/10 (2010)  | 6. plads  | 26-11-5-10 66-62 | i/t                                    |                               |
| 7 | KBU Serie 1, Pulje 1 Forår 2009    | 13. plads | 14-2-3-9 31-50   | i/t                                    | Nedrykning                    |
| 7 | KBU Serie 1, Pulje 1 2008          | 9. plads  | 26-11-5-10 58-51 | i/t                                    |                               |
| 7 | KBU Serie 1, Pulje 1 2007          | 9. plads  | 26-10-4-12 58-55 | i/t                                    |                               |
| 7 | KBU Serie 1, Pulje 1 2006          | 3. plads  | 26-14-4-8 61-48  | i/t                                    |                               |
| 8 | KBU Serie 2, Pulje 4 2005          | 1. plads  | 26-19-3-4 72-25  | i/t                                    | Vinder / Oprykning            |
| 9 | KBU Serie 3, Pulje 7 2004          | 1. plads  | 18-13-2-3 56-23  | i/t                                    | Vinder / Oprykning            |
| 9 | KBU Serie 3, Pulje 7 2003          | 6. plads  | 18-8-4-6 56-34   | i/t                                    |                               |
| i/t: Ikke tilgængelig, N.: Rækkens niveau i den pågældende sæson, Nr.: Slutplacering, Bem.: Bemærkning(er) |                                    |           |                  |                                        |                               |

### Samlede statistik pr. 25. maj 2020
456 kampe - 176 sejre - 72 uafgjorte - 208 nederlag - Målscore: 974-1035 - 600 point
Gennemsnitlig point pr. kamp: 1,32
Gennemsnitlig mål pr. kamp: 2,14
Gennemsnitlig mål imod pr. kamp: 2,27

## Klubrekorder siden 2003
Opgjort pr. 16. juli 2021

### Resultater
- Største sejr hjemme: 11-2 mod Bk. Hekla, Serie 3 P7 2003 (3. juni 2003) & 9-0 mod KFB, Serie 1 P2 2007 (25. august 2007)
- Største sejr ude: 8-1 mod FC Udfordringen, Serie 2 P4 12/13 (03. november 2012)
- Største nederlag hjemme: 1-10 mod AB Tårnby, DBU Pokalen 2011, 2. Kvalrunde (05. maj 2011)
- Største nederlag ude: 0-8 mod BK Fix, Serie 2, P4 14/15 (19. maj 2015)
- Flest mål i én kamp: 13 mål - Bk. Olympia - Bk. Hekla 11-2 (03. juni 2003)
- Flest sejre i træk: 10 kampe - i perioden 14. maj 2005 til 04. september 2005
- Flest kampe uden nederlag: 11 kampe - i perioden 03. juni 2003 til 04. oktober 2003
- Flest kampe uden sejr: 28 kampe - i perioden 02. november 2014 til 24. marts 2016
- Flest nederlag i træk: 19 kampe - i perioden 11. april 2015 til 26. september 2015
- Længste stime med cleen sheets: 3 kampe - i perioden 05. april 2005 til 16. april 2005 & i perioden 17. september 2005 til 24. september 2005
- Længste målscoringsstime: 34 kampe - i perioden 08. april 2006 til 26. maj 2007
- Længste stime uden at score: 4 kampe - i perioden 19. maj 2015 til 13. juni 2015
- Yndlingsmodstander: Bk. Prespa - 4 sejre i 4 kampe (Samlede målscore: 11-4)
- Skrækmodstander: FK6K - 2 nederlag i 2 kampe (Samlede målscore: 1-12)

### Spillere
- Ældste spiller: Henning Bloch - 48 år og 322 dage - mod CIK (20. august 2016)
- Yngste spiller: Samuel Møller - 17 år og 134 dage - mod SSB (2. september 2017)
- Flest førsteholdskampe (siden digital registrering): Shahab Mostajab - 122 kampe
- Flest mål for førsteholdet (siden 2016): Mathias Morell - 31 mål
- Flest oplæg for førsteholdet (siden 2016): Robert van Leeuwen - 19 assists
- Flest Man of Match (siden 2016): Robert van Leeuwen - 12 stk.
- Flest stemmer på ét kalenderår (siden 2016): Robert van Leeuwen - 140 stemmer i 2018

## Klub 100
I forbindelse med klubbens 100 års fødselsdag i 2021, gik bestyrelsen i 2019 i gang med at lave en såkaldt Klub 100, hvor aktive medlemmer af klubben med mere end 100 førsteholdskampe ville blive optaget. 
Hvert medlem af Klub 100 ville derefter modtage en unik vimpel:
Medlemmer af Klub 100 tæller pr. 1. september 2020:
- Henning Bloch
- Kim Butzbach
- Anders Philip
- Michael "Mini" Stryhn
- Morten "Nano" Stryhn
- Kim Mørch
- Mathias Morell
- Shahab Mostajab

Flere aktive spillere nærmer sig dog den imponerende milepæl og vil blive inkluderet, når de rammer kamp nr. 100. 

## Ekstern kilde/henvisning
- Bk. Olympia 1921s officielle hjemmeside
- Bk. Olympia 1921s facebookside
- Bk. Olympia 1921s YouTube side